# Gräberfeld von Nunnäs
Das Gräberfeld von Nunnäs (schwedisch Nunnäs gravfält, auch Grykull genannt); mit der RAÄ-Nr. Fulltofta 2:1) liegt westlich des Kirchdorfs Fulltofta am See Östra Ringsjön in der Gemeinde Hörby im Norden von Schonen in Schweden. Auf dem Gräberfeld gibt eine Anzahl eisenzeitlicher Gräber, darunter sechs Schiffssetzungen.
Das etwa 95 × 60 m messende Gräberfeld liegt auf dem Kamm eines Hügels etwas außerhalb des Fulltofta Naturschutzgebietes. Es besteht aus 35 Bautasteinen, 15 Findlingen, sechs Steinschiffen, etlichen Bautasteinen und zwei Steinkreisen mit je etwa sechs Meter Durchmesser. Die sechs etwa 13,0 m langen Schiffssetzungen bestehen aus 5 bis 13 stehenden Steinen. Allen Schiffen fehlenden mehrere Steine. Die Bautasteine sind bis auf 13 umgefallen. Der größte ist etwa zwei Meter hoch. Im nordöstlichen Teil des Gräberfeldes liegt ein etwa 15,0 m langer Hohlweg.
In der Nähe liegt das Gräberfeld Mörkrets in Hästäng.